# Charles Thomas Rowcroft
Charles Thomas Rowcroft fue el primer representante diplomático de Gran Bretaña en el Perú.

## Biografía
Llegó a Lima el 8 de junio de 1824 como Cónsul General, en compañía de su hija Ellen. Su hijo, el escritor Charles Rowcroft permaneció en Gran Bretaña. Al momento de su llegada, el Perú atravesaba el proceso de la Guerra de Independencia y Lima estaba tomada por los realistas. 
Sin embargo, poco después de la llegada de Rowcroft, Simón Bolívar ingresó a Lima y los realistas se retiraron a la Fortaleza del Real Felipe. Fue asesinado por una ráfaga de balas después de ir a visitar a un amigo al Callao, que se encontraba en manos de los realistas. Su hija desapareció. 
Una de las Houses del Markham College de Lima lleva el nombre de Rowcroft en su honor.

Charles Thomas Rowcroft (1782-1856) fue un novelista y magistrado inglés, conocido por su novela "El sueño de la Burbuja de la Mar del Sur", publicada en 1825. Esta obra es una novela histórica ambientada durante la Burbuja de la Mar del Sur a principios del siglo XVIII, un período de frenesí especulativo en Inglaterra. La novela de Rowcroft explora las consecuencias de la especulación financiera y el impacto que tuvo en individuos y en la sociedad durante ese tiempo. Aunque no es ampliamente recordado hoy en día, el trabajo de Rowcroft proporciona una visión del contexto histórico de las burbujas financieras y sus efectos.